# Střížovice (okres Jindřichův Hradec)
Střížovice (německy Drösowitz) jsou obec v okrese Jindřichův Hradec v Jihočeském kraji. Žije v ní 563 obyvatel a katastrální území obce měří 1235 hektarů. Ve vzdálenosti jedenáct kilometrů leží západně město Jindřichův Hradec, 21 kilometrů východně město Dačice, 32 kilometrů severně město Pelhřimov a 32 kilometrů jihozápadně město Třeboň.

## Historie
První písemná zmínka o vesnici pochází z roku 1381.

## Přírodní poměry
Východně od vesnice leží přírodní rezervace Hrádeček. Asi dva kilometry jihozápadně od vesnice leží přírodní památka Vosecký rybník.

## Obyvatelstvo
| Rok            | 1869 | 1880 | 1890 | 1900 | 1910 | 1921 | 1930 | 1950 | 1961 | 1970 | 1980 | 1991 | 2001 | 2011 | 2021 |
| -------------- | ---- | ---- | ---- | ---- | ---- | ---- | ---- | ---- | ---- | ---- | ---- | ---- | ---- | ---- | ---- |
| Počet obyvatel | 773  | 802  | 772  | 777  | 751  | 655  | 569  | 474  | 483  | 413  | 546  | 654  | 650  | 559  | 540  |
| Počet domů     | 78   | 82   | 89   | 90   | 100  | 110  | 126  | 136  | 125  | 119  | 97   | 136  | 148  | 148  | 153  |

## Obecní správa
Mezi lety 1850–1979 byly Střížovice obcí v okrese Jindřichův Hradec. Od 1. ledna 1980 do 30. června 1990 patřily jako část obce ke Kunžaku a od 1. července 1990 jsou opět samostatnou obcí.

### Části obce
Obec Střížovice se skládá ze tří částí na třech katastrálních územích:
- Střížovice (k. ú. Střížovice u Kunžaku)
- Budkov (k. ú. Budkov u Střížovic)
- Vlčice (k. ú. Vlčice u Střížovic)

### Obecní symboly
Znak a vlajka byly obci uděleny rozhodnutím předsedy Poslanecké sněmovny Parlamentu České republiky dne 30. listopadu 2007.

## Doprava
Stanice Střížovice na železniční trati Jindřichův Hradec – Nová Bystřice je zhruba dva kilometry jihozápadně od intravilánu vsi.

## Pamětihodnosti
- Kašna
- Venkovské usedlosti čp. 20 a 22
- Venkovský dům čp. 12